# Lionel Baguissi
Lionel Baguissi (5 de junio de 1974) es un deportista gabonés que compitió en taekwondo. Ganó una medalla de bronce en el Campeonato Africano de Taekwondo de 2001 en la categoría de –78 kg.

## Palmarés internacional
| Campeonato Africano | Campeonato Africano | Campeonato Africano | Campeonato Africano |
| Año                 | Lugar               | Medalla             | Categoría           |
| ------------------- | ------------------- | ------------------- | ------------------- |
| 2001                | Dakar (Senegal)     | Medalla de bronce   | –78 kg              |